# ساپینرو (کلرادو)
ساپینرو (به انگلیسی: Sapinero) یک منطقهٔ مسکونی در ایالات متحده آمریکا است که در شهرستان گانیسون، کلرادو واقع شده‌است. ساپینرو ۲٬۳۲۳ متر بالاتر از سطح دریا واقع شده‌است.